# 藤原清輔
藤原清輔（日语：／ Fujiwara no Kiyosuke */?，1100年代—1177年7月17日）是日本平安時代後期公卿和歌人，官位是正四位下太皇太后宮大進，藤原北家末茂流六條藤家出身，中古六歌仙和《百人一首》歌人之一，亦是《續詞花和歌集》和《袋草紙》的編者，有約90首作品收錄於敕撰和歌集，其父《詞花和歌集》的編者藤原顯輔也是《百人一首》歌人之一。

## 生平
關於清輔的出生年份，按在承安2年3月19日（1172年4月13日）舉行的暮春白河尚齒會和歌記載，他當時是69歲，而同時按《玉葉》記載他在安元3年6月20日（1177年7月17日）死去，享年74歲，由此得知他生於長治元年（1104年），然而由於《顯廣王記》記載他死於同年6月17日（1177年7月14日），享年70歲，如此其生年則是天仁元年（1108年）。對此，《和歌大辭典》、《日本古典文學大辭典》、《朝日日本歷史人物事典》、《大辭泉》、《日本大百科全書》、《大英國際大百科事典》、《日本人名大辭典》、《日本國語大辭典》和《世界大百科事典》均採用長治元年說法，《國史大辭典》雖然也提到此說法，但是主張其出生年份不明 ，而採用天仁元年說法的則有《和歌文學大辭典》，而明確記載其逝世日期的有《和歌大辭典》、《和歌文學大辭典》、《國史大辭典》、《朝日日本歷史人物事典》和《大英國際大百科事典》，均採用《玉葉》的說法。
按久安5年（1149年）舉行的右衛門督家歌合記載，當時清輔是「散位隆長」，推測他在翌年由於忌諱於同名的藤原隆長而改名，與此同時由於《久安百首》記載其為「散位清輔」，因此推測他在久安6年或仁平元年（1151年）之前敘爵為從五位下。翌年，他在近衛天皇朝覲行幸高松殿時獲升至從五位上「北政所（藤原忠通之妻藤原宗子）給」。仁平4年（1154年）正月，他向鳥羽上皇上奏和歌而升至正五位下，並且擔任春日祭使和崇德院殿上人。保元元年（1156年），他在其弟藤原重家等人的申文下升至從四位下，同年、保元3年或永曆元年（1159年或1160年）時就任太皇太后宮大進（藤原多子）。應保2年（1162年），他由於獲邀棑加中宮藤原育子舉行的貝合而成為二條天皇的內殿上人。六條天皇在永萬元年（1165年）即位後，他不獲准內昇殿，推測在同年辭去太皇太后宮大進一職，其後於承安2年（1172年）升至正四位下。承安4年6月6日（1174年7月6日），他的府第毀於火災之中。安元3年（1177年），清輔死去，《顯廣王記》記載他是醉死。

## 和歌
- 《前賢故實（日语：前賢故実）》
藤原清輔
菊池容齋作品
- 時代不同歌合
藤原清輔朝臣和伊勢

清輔收錄於敕撰和歌集的和歌數目眾說紛紜，《和歌大辭典》和《日本人名大辭典》記載為89首，《大英國際大百科事典》為約90首，《日本古典文學大辭典》和《和歌文學大辭典》則分別是94首和95首。《日本古典文學大辭典》認為其歌風對新古今風帶來影響，又指出《歌仙落書》認為其歌風多元化，《和歌大辭典》和《和歌文學大辭典》則主張其作品大多通過改良《萬葉集》的用語來帶出不同的韻味，雖然也有少量較為進取的作品，不過整體而言仍然屬於守舊派歌人，《顯廣王記》和《玉葉》在他死時分別評價其為「當代歌仙」和「和歌之道忽然滅亡」。另外，他也有替二條院本《萬葉集》添加訓點。康治元年（1142年），他以藤原通宗本作為底本抄寫《古今和歌集》，即後來的清輔本。久安4年（1148年），他獲選為久安百首的作者之一，久安6年（1150年）獻上久安百首和《奧義抄》予崇德上皇，在仁平年間（1151年至1154年）又大致完成了《和歌一字抄》的編撰。平治元年（1159年），他編撰的《袋草紙》由於好評如潮，在二條天皇的熱切期盼下獻上供其閱覽，二條天皇在同年10月下賜冊子讓清輔抄寫後獻上，後來更委託其編撰《續詞花和歌集》，不過隨著二條天皇駕崩而無緣成為敕撰集。仁安年間（1166年至1168年），他與顯昭、藤原經平編成《和歌現在書目錄》，嘉應元（1169年）他又奉攝政藤原基房之命編撰《和歌初學抄》。翌年，他開始出入九條兼實的府第，並且多次在其府第舉行的歌會和歌合中負責指導，也是兼實在和歌方面的師傅。承安2年3月19日（1172年4月13日），他舉辦了首次以和歌為題的尚齒會「暮春白河尚齒會和歌」，並且由官位比他要高的弟弟重家拿起清輔下襲的末端。另一方面，他雖然有份協助其父顯輔編撰《詞花和歌集》，但是由於意見分歧而導致兩人不和，按《正治奏狀》和《八雲御抄》記載，他甚至曾經協助藤原教長編撰批評《詞花集》的《拾遺古今》，不過兩人最終和解，顯輔在死前也將柿本人麿的畫像傳給清輔，而在顯輔死後的久壽3年（1156年），寂超編撰批評《詞花集》的《後葉和歌集》，清輔則編撰《牧笛記》來反駁，他在晚年時則將人麿畫像傳給其弟藤原季經。此外，雖然清輔活躍的時期正值藤原俊成的抬頭，不過由於在貝合時就歌語問題駁倒俊成和藤原範兼，從而成功鞏固自己在歌壇的領導地位直至其死去為止，而清輔為人好勝固執，與性格殷勤老練的俊成也形成了對比。
歌合方面，清輔曾經舉辦多次歌合，分別是永曆元年（1160年）7月、長寬元年（1163年）8月至長寬2年（1164年）9月和仁安2年（1167年）2月舉行的太皇太后宮大進清輔朝臣家歌合、同年春天舉行的太皇太后宮大進清輔後番沓歌合、承安5年（1175年）3月舉行的散位清輔歌合。作為歌人，他先後參加在天治2年（1125年）正月至天承元年（1131年）12月期間舉行的三河守為忠名所歌合、久安2年（1146年）6月舉行的左京大夫顯輔歌合、久安5年（1149年）舉行的右衛門督家歌合、應保2年3月13日（1162年4月28日）舉行的中宮育子貝合、嘉應年10月9日（1170年11月18日）舉行的住吉社歌合、同年10月19日（10月28日）舉行的建春門院北面歌合、某年舉行的俊惠歌林苑歌合和承安5年（1175年）3月舉行的太宰大貳重家歌合。作為判者，他則參加在永萬2年（1166年）5月舉行的經盛家歌合、仁安2年（1167年）8月舉行的太皇太后亮平經盛朝臣家歌合、嘉應元年（1169年）4月舉行的園城寺長吏大僧正覺忠歌合、同年5月舉行的觀智法眼歌合、翌年5月29日（1170年7月14日）舉行的實國家歌合、承安元年8月13日（1171年9月14日）舉行的全玄法印歌合、承安2年（1171年）秋天舉行的法輪寺歌合、同年閏12月舉行的東山歌合、翌年3月1日（1173年4月14日）舉行的右大臣兼實歌合、承安5年7月23日（1175年8月11日）、安元元年閏9月17日（1175年11月2日）和同年10月10日（11月24日）舉行的右大臣兼實歌合、翌年4月20日（1176年5月30日）舉行的河原院歌合和治承元年（1177年）6月以前舉行的三井寺新羅社歌合。

## 百人一首
- 《小倉百人一首》
藤原清輔朝臣
菱川師宣繪本
- 《小倉擬百人一首》
藤原清輔朝臣
櫻丸 八重
歌川廣重的浮世繪

| 《新編國歌大觀》版本 | 全日本歌牌協會版本 嵯峨嵐山文華館版本 | 中譯                                        |
| -------------------- | ------------------------------------- | ------------------------------------------- |
|                      |                                       | 若得人長在 今朝亦留痕 往事雖悲苦 件件可追尋 |

這首和歌收錄於《新古今和歌集》卷第十八「雜歌下」，《新編國歌大觀》編號是1843，詞書是「題不知」（題しらず），家集裡的編號是400，詞書則是「回想起過去派人贈歌予當時仍然是中將的三條內大臣時而作」（いにしへおもひいでられけるころ、三条内大臣いまだ中将にておはしける時つかはしける），《群書類從》則將內大臣寫作大納言，對此香川景樹則採用大納言說法，指贈歌的對象是三條實房，然而考慮到實房在保元3年（1158年）12歲時出任中將直到永萬2年（1166年）20歲時離任，而清輔則是51歲至59歲，不過由於年齡相差過大，像石田吉貞從最初也認為是實房，後來則改為主張是三條公教，公教的話，其擔任中將的時期是大治5年（1130年）從28歲至保延2年（1136年）34歲離任，清輔則是23歲至29歲，而清輔和公教本身為表兄弟。因此，如果此歌是清輔年輕時候的作品的話，便反映了他與其父顯輔的爭執，中年時候的作品的話則可能反映兄弟之間的官位問題、與顯輔和解及其逝去或是二條院駕崩而導致《續詞花集》未能成為敕撰集。另外，此歌也收錄於《定家八代抄》和《近代秀歌》，契沖將此歌與白居易的漢詩《東城尋春》中的「老色日上面，歡情日去心，今既不如昔，後當不如今」相題並論，由於此歌與三條院的《百人一首》入選作用字類同，假如此歌以這兩首作品為本歌的話，這便是一首抒情歌。
首句的意思是如果長命百歲的話，其中是下二段動詞（變得長壽）的未然形，是表示順接的假定條件的接續助詞。第二句和第三句連起來的意思是會否又回想起此時此刻，其中的意思是現在又回想起以前，到將來時又回想到現在，是指多苦難的現在，是表示疑問的係助詞，是四段動詞（回想）的未然形，而非（忍耐），是自發的助動詞〕的未然形，是表示估計的助動詞的連體形，與形成係結，三句切。第四句的意思是痛苦的過去，其中（痛苦）為形容詞，則是表示強調的係助詞。末句，其中（現在）是用作與過去作出區分，則是形容詞（懷念）的連體形，與形成係結。

## 家集
清輔的家集是《清輔朝臣集》，又稱《藤原清輔朝臣家集》、《清輔詠草》、《清輔集》，由於家集收錄了他在69歲時的作品，因此推測由其在晚年自行編撰而成，不過由於家集中對他人的稱呼和官位等的用字並不一致，因此無法完全排除由他人編撰而成的可能性，然而礙於家集並沒有將讚岐院記載為崇德院，故此可以斷定成書於清輔死後不久的一段時間內或他在編撰途中時死去。家集總共收錄444首和歌，分為春、夏、秋、冬、戀和祝部，也有離別、羇旅、哀傷、神祇、釋教和雜的作品，四季歌幾乎均以題詠為主，戀部的後半部分以及之後的各類和歌大多是生活上的抒情歌，其中雖然也有收錄歌會歌，但是沒有收錄歌合歌以及《久安百首》。另一方面，家集現存約20多種版本，從內容和形態來看均屬於同一系統，根據少量的不同之處可以細分為兩類。第一類是御所本系，其第一種包括內閣文庫藏本、龍谷大學藏本、宮內廳書陵部藏御所本、尊經閣文庫藏十市遠忠筆本、神宮文庫藏B本和國文學研究資料館藏松野陽一舊藏本，第二種是天理大學附屬天理圖書館藏A本（契沖筆本）和B本、元祿12年（1699年）版本、文化10年（1813年）版本和書陵部藏鷹司本。第一類相對於第二類，較多有記載書寫時期的奧書，而第一種和第二種之間的分別是第二種缺失了第一種的第172首和歌以及相對於第一種的第357首以及第358首的排序，第二種則是倒轉。第二類則稱為群書類從本系，包括川越市立圖書館藏清水濱臣舊藏本、靜嘉堂文庫藏松井A本和B本、神宮文庫藏A本、彰考館文庫藏本、肥前島原松平文庫藏本、慶應義塾大學藏A本和B本、書陵部藏片玉集本和群書類從本。第二類與第一類相比，缺少第172首和第426首或第72首和歌，以及第一類的第331首與第332首和歌在第二類中則是倒轉。兩類之間大約有15處地方不相同，相對地第一類較為完善，除了抄寫自享祿3年（1530年）的尊經閣文庫藏十市遠忠筆本以外，其餘均是成書於江戶時代。礙於在抄寫時出現了大量的失誤，家集各種版本均有小量的錯處，其中較為完善的則是書陵部藏御所本，為長23.7厘米，寬17.7厘米的列帖裝，薄縹色緞子配上五瓣花和蔓草紋，料紙是鳥之子紙，一面十行，和歌一首一行，詞書隔三至四個空格，成書於江戶時代中期，《新編國歌大觀》、《私家集大成》和《新編私家集大成》均以此為底本，其中《新編國歌大觀》同時以群書類從本進行校對，《校註國歌大系》則以群書類從本為底本。

## 文化財
| 名稱                               | 名義                           | 所藏                                      | 指定日期       | 指定類型         | 參考資料      |
| ---------------------------------- | ------------------------------ | ----------------------------------------- | -------------- | ---------------- | ------------- |
| 傳古今和歌集巻第十八斷簡（内裏切） | 手鑑「藻鹽草」（二百四十二葉） | 京都國立博物館                            | 1952年3月29日  | 國寶             | [ 26 ] [ 27 ] |
| 清輔本古今和歌集                   | 古今集（傳藤原清輔筆）         | 前田育德會                                | 1952年11月22日 | 國寶             | [ 28 ]        |
| 古今和歌集（清輔本）               | 古今和歌集（清輔本）           | 石川縣能美市的個人藏品 石川縣立美術館保管 | 1953年11月14日 | 重要文化財       | [ 29 ] [ 30 ] |
| 和歌初學抄（藤原為家筆）           | 和歌初學抄（藤原為家筆）       | 冷泉家時雨亭文庫                          | 1985年6月6日   | 重要文化財       | [ 31 ]        |
| 清輔朝臣片假名古今集下             | 賀茂季鷹關係典籍類             | 京都府京都市北區的個人藏品                | 2011年4月15日  | 京都市指定文化財 | [ 32 ] [ 33 ] |
| 古今和歌集卷下（片假名本）         | 古今和歌集卷下（片假名本）     | 京都府的個人藏品                          | 2015年9月4日   | 重要文化財       | [ 34 ] [ 35 ] |

### 註解
1. ↑  詞書是指該和歌的主題和寫作動機等相關事宜[15]，題不知則是指相關事宜不明，亦有可能是因為沒有記錄的價值而省略掉[16]。

## 外部連結
- . 國書數據庫 （日语）.